# Макфлин, Терри
Теренс Мартин «Терри» Макфлин (англ. Terence Martin «Terry» McFlynn; 27 марта 1981, Марафелт, Лондондерри, Северная Ирландия) — североирландский футболист, полузащитник. Известен по выступлениям за клуб А-Лиги «Сидней», в данный момент работает в структуре клуба.

## Ранние годы
Терри вырос в деревне Суотараг близ Марафелта в католической семье. До 16 лет занимался гаэльским футболом, который по его словал не очень ему нравился, по совету своего дяди Марка стал заниматься обычным футболом.

## Карьера

### Клубная
В 14 лет пробовался в клубах Северной Ирландии, получал предложения о контракте от клубов ирландской Премьер-лиги, таких как «Гленторан» и «Линфилд», проходил просмотр в «Манчестер Юнайтед» вместе с Джоном О’Ши, позднее подписал контракт с клубом «Куинз Парк Рейнджерс» в 1996 году.  С 1999 года привлекался в основной состав, но дебютировал только в 28 апреля 2001 года в матче Первого дивизиона футбольной лиги против «Стокпорт Каунти» выйдя на замену вместо Маркуса Бигнота. В общей сложности за пять лет проведенных в составе Обручей сыграл только в двух матчах, в конце сезона 2000/01 покинул клуб как свободный агент.
Перед сезоном 2001/02 получает предложения от «Лейтон Ориент» и «Суиндон Таун», но подписывает трехлетний контракт с клубом «Уокинг». Дебютировал 18 августа 2001 года в матче против «Честер Сити». Проведя за клуб 10 матчей и забив 1 гол за полгода отправляется в месячную аренду в клуб «Маргейт», с которым позднее подписывает полноценный трехлетний контракт. Забивает свой первый гол за клуб в дебютном матче 1 декабря 2001 года против «Бостон Юнайтед» на 50 минуте. Провёл за клуб 63 матча и забил 11 голов. В конце 2002 года получил травму подколенного сухожилия и пропустив несколько важных матчей в ноябре 2003 года был продан в «Моркам» за 14 000£. Вновь отметился голом в дебютном матче 22 ноября 2003 года против «Стивенидж». Так и не закрепившись в основном составе, проведя 35 матчей и забив 5 голов был отпущен из клуба в качестве свободного агента в начале 2005 года.
По совету бывшего одноклубника, капитана сборной Новой Зеландии Криса Зорицича отправляется пробовать свои силы в только сформированной А-Лиге, где в феврале 2005 года после успешного просмотра в клубе «Сидней» тренером Пьером Литтбарски принято решение подписать с футболистом контракт на один год. В свой первый сезон провел 21 матч и стал основным игроком команды. Свой первый гол за клуб забил в пятом туре в матче против «Квинсленд Роар» на 72 минуте перебросив мяч через вратаря Уиллиса с расстояния 30 метров. 5 марта 2006 года на Сиднейском футбольном стадионе в матче против «Сентрал Кост Маринерс» в составе «Сиднея» победил в первом Гранд финале А-Лиги.
В сезоне 2006/07 провел всего 13 игр из-за травмы подколенного сухожилия. Во второй половине следующего сезона забил два гола, один в матче против «Сентрал Кост Маринерс» 22 декабря 2007 года,, второй в своём 50 матче за клуб против «Веллингтон Феникс».
В феврале 2008 года Терри подписал контракт с клубом ещё на два года, но в ноябре 2009 года было объявлено что контракт переподписан до 2013 года. 25 февраля Терри объявил что получил вид на жительство в Австралии и надеется в ближайшее время получить гражданство, чтобы не считаться иностранным футболистом, но сохранит за собой право выступать за сборную Северной Ирландии.
Из-за травмы Стива Корики и Джона Алоизи был капитаном в чемпионском финале сезона 2009/10. 22 июля 2010 года был официально назначен капитаном.

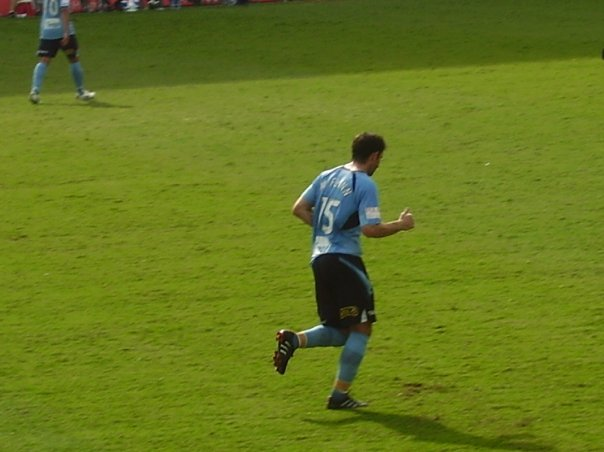
В составе «ФК Сидней», 2010.

В первом матче клуба в Лиге чемпионов АФК против клуба «Сувон Самсунг Блюуингз» состоявшегося 2 марта 2011 года за грубую игру получил красную карточку. 30 марта 2012 года против «Веллингтон Феникс» стал для Терри 150 за клуб, но юбилей был омрачён проигрышем в матче, из-за которого команда вылетела из розыгрыша плей-офф.
6 апреля 2014 года после девяти лет, проведённых в команде, Макфлинн заявил что покидает клуб и завершает карьеру в А-Лиге. 11 мая 2014 года присоединился к клубу «Бонниригг Уайт Иглз», выступавшему в Премьер-лиге Нового Южного Уэльса за который провел всего 11 матчей.

### Международная
Макфлин выступал за сборную Северной Ирландии до 19 лет и молодёжную сборную Северной Ирландии.

## Достижения
- Победитель регулярного чемпионата А-Лиги: 1 (2009/10)
- Победитель плей-офф А-Лиги: 2 (2005/06, 2009/10)
- Победитель Лиги чемпионов ОФК: 1 (2004/05)